# Campionat del Món de bàsquet masculí de 2006
El XV Campionat Mundial de Bàsquet s'ha realitzat al Japó entre el 19 d'agost i el 3 de setembre del 2006. Per primera vegada des del Campionat Mundial del 1986 van participar-hi 24 seleccions nacionals.
Els organitzadors van ser la Federació Internacional de Bàsquet (FIBA), l'Associació Japonesa de Bàsquet (JABBA) i el comitè organitzador del campionat mundial de bàsquet del 2006.
La medalla d'or va ser guanyada per Espanya després de guanyar a la final a Grècia, vigent campiona de l'Eurobasket. Uns altres dos equips que aspiraven a la medalla d'or, Estats Units i Argentina, van jugar el partit per la medalla de bronze, que van guanyar els Estats Units.

## Seus

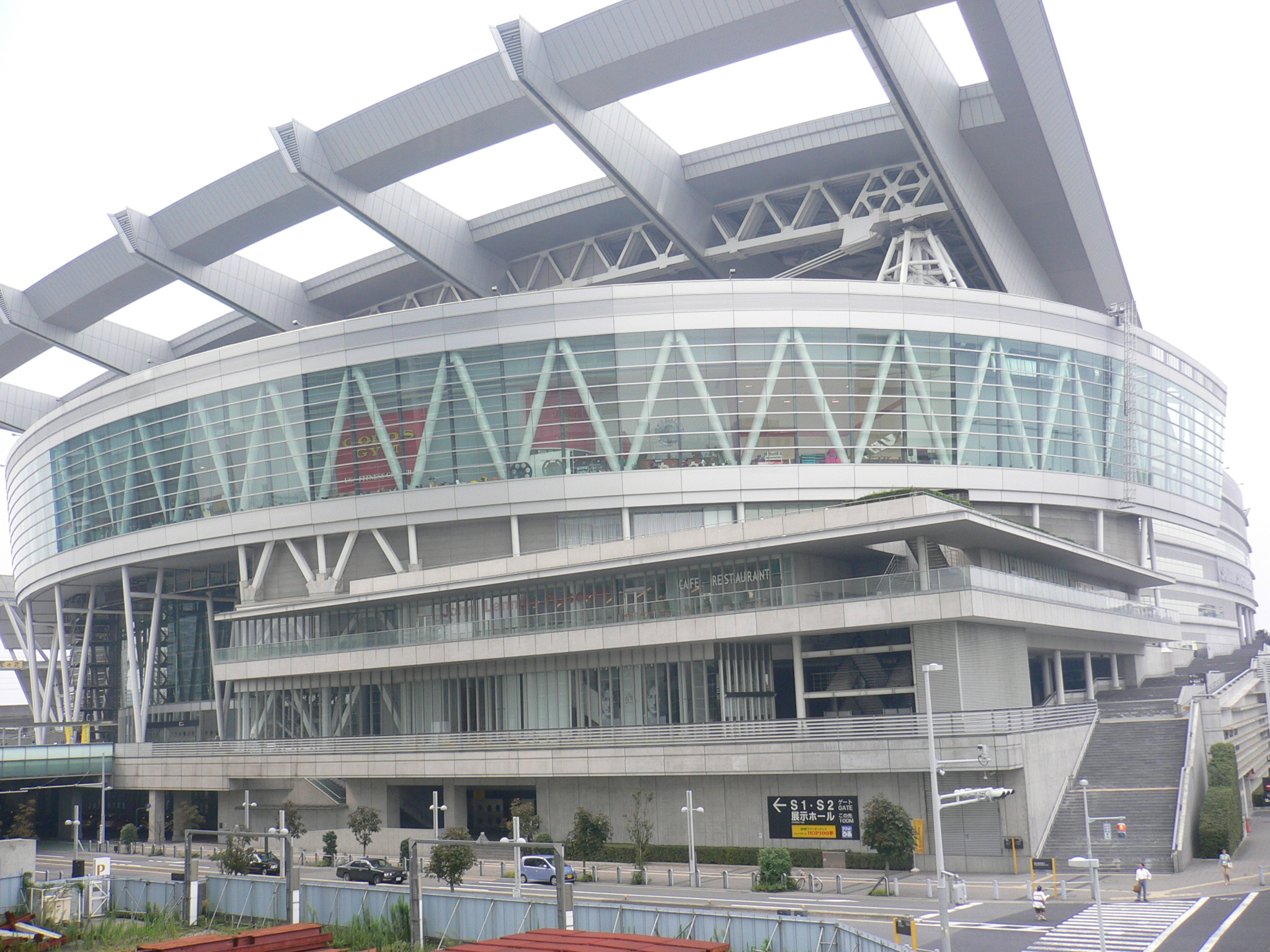
Saitama Super Arena

| Grup        | Ciutat    | Instal·lació               | Capacitat |
| ----------- | --------- | -------------------------- | --------- |
| A           | Sendai    | Gimnàs de Sendai           | 6.100     |
| B           | Hiroshima | Arena Green de Hiroshima   | 6.900     |
| C           | Hamamatsu | Arena d'Hamamatsu          | 5.100     |
| D           | Sapporo   | Centre Esportiu d'Hokkaido | 6.400     |
| Ronda Final | Saitama   | Súper Arena de Saitama     | 21.000    |

## Procés de qualificació
En el procés de qualificació per al Campionat mundial de bàsquet s'inscrigueren 56 països (12 d'Àfrica, 10 d'Amèrica, 16 d'Àsia, 16 d'Europa i 2 d'Oceania)

Qualificació automàtica: Japó (amfitrió) i Argentina, actual campió olímpic.
Cada zona continental realitzà sus les seves eliminatòries:
- FIBA Àfrica - 3 representants, qualificacions del 15 al 24 d'agost de 2005 a Algèria.
- FIBA Amèrica - 4 representants, qualificacions del 24 d'agost al 4 de setembre de 2005 a la República Dominicana.
- FIBA Àsia - 3 representants, qualificacions del 8 al 16 de setembre de 2005 a Qatar.
- FIBA Europa - 6 representants, qualificacions del 16 al 25 de setembre de 2005 a Sèrbia i Montenegro.
- FIBA Oceania - 2 representants, qualificacions del 17 al 21 d'agost de 2005 a Nova Zelanda.

Quatre països participen per invitació del Cos Central de la FIBA, la decisió va ser presa al novembre de 2005.

1. Itàlia
2. Puerto Rico
3. Sèrbia i Montenegro
4. Turquia
Criteris per a decidir la invitació:
1. Que l'equip hagi participat en l'eliminatòria de la seva zona FIBA.
2. Pot haver-hi com a màxim tres equips invitats per una mateixa zona FIBA.

La decisió va ser convidar a tres equips de la zona FIBA-Europa i un de la zona FIBA-Amèriques.

## Països participants
| Àfrica                 | Amèrica                                                    | Àsia                  | Europa                                                                               | Oceania                |
| ---------------------- | ---------------------------------------------------------- | --------------------- | ------------------------------------------------------------------------------------ | ---------------------- |
| Angola Nigèria Senegal | Argentina Brasil Estats Units Panamà Puerto Rico Veneçuela | Xina Japó Líban Qatar | Alemanya Eslovènia Espanya França Grècia Itàlia Lituània Sèrbia i Montenegro Turquia | Austràlia Nova Zelanda |

| Alemanya: 4a participació (2a consecutiva des del 2002)     | Angola: 5a participació (2a consecutiva des del 2002)               |
| Argentina: 11a participació (6a consecutiva des del 1986)   | Austràlia: 9a participació (9a consecutiva des del 1970)            |
| Brasil: ha participat en tots els campionats mundials       | Xina: 7a participació (2a consecutiva des del 2002)                 |
| Eslovènia: 1a participació                                  | Espanya: 9a participació (7a consecutiva des del 1982])             |
| Estats Units: ha participat en tots els campionats mundials | França: 5a participació (1a des del 1986)                           |
| Grècia: 5a participació (1a des del 1998)                   | Itàlia: 8a participació (1a des del 1998)                           |
| Japó: 4a participació (1a des del 1998)                     | Líban: 2a participació (2a consecutiva des del 2002)                |
| Lituània: 2a participació (1a des del 1998)                 | Nigèria: 2a participació (1a des del 1998)                          |
| Nova Zelanda: 3a participació (2a consecutiva des del 2002) | Panamà: 4a participació (1a des del 1986)                           |
| Puerto Rico: 11a participació (6a consecutiva des del 1986) | Qatar: 1a participació                                              |
| Senegal: 3a participació (1a des del 1998)                  | Sèrbia i Montenegro: 13a participació (3a consecutiva des del 1998) |
| Turquia: 2a participació (2a consecutiva des del 2002)      | Veneçuela: 3a participació (2a consecutiva des del 2002)            |

## Format de competició
En la fase inicial es va dividir a les 24 nacions classificades en 4 grups (denominats amb lletres de la A fins a la D) de 6 equips, on van jugar tots contra tots. Al final de les cinc jornades, els primers quatre equips classificats de cada grup van accedir als vuitens de final i els dos últims van quedar eliminats.
La segona fase era a partit únic d'eliminació directa per a passar a la següent ronda a partir de vuitens de final, accedint a la següent ronda el campió de cada partit fins a arribar a la final del torneig, per a disputar l'or i la plata del torneig. El primer classificat del grup A juga contra el quart classificat del grup B, el segon de l'A contra el tercer B i així successivament. Els mateixos partits es produeixen entre els grups C i D.
Els quatre equips eliminats en quarts de final van disputar dos partits addicionals per a definir la seva posició final en el torneig entre els llocs del cinquè al vuitè.
Els equips eliminats en semifinals van disputar un partit addicional per a definir el tercer lloc del torneig i la medalla de bronze.

## Grups
| Grup A              | Grup B       | Grup C    | Grup D       |
| ------------------- | ------------ | --------- | ------------ |
| Nigèria             | Panamà       | Qatar     | Senegal      |
| Líban               | Nova Zelanda | Austràlia | Estats Units |
| Argentina           | Alemanya     | Turquia   | Xina         |
| França              | Japó         | Lituània  | Itàlia       |
| Veneçuela           | Espanya      | Brasil    | Puerto Rico  |
| Sèrbia i Montenegro | Angola       | Grècia    | Eslovènia    |

## Àrbitres
| - Aibara, Nobuyasu - Ankarali, Recep - Arteaga, Juan - Avanessian, Heros - Aylen, Michael - Bachar, Shmuel - Belosević, Ilija - Brazauskas, Romualdas - Butler, Scott Jason - Carrión, José Aníbal | - Cerebuch, Guerrino - Chiti, Alejandro César - Chlif, Abdellilah - Delgado Casadiego, Daniel Alfredo - Dovidavicius, Virginijus - Estévez, Pablo Alberto - Facchini, Fabio - Hirahara, Yuji - Homsy, Mike Amir - Jovčić, Milivoje | - Jungebrand, Carl - Maranho, Cristiano Jesus - Martín, José - Mercedes Sánchez, Reynaldo Antonio - Miyatake, Yosuke - Moore, Terry Matthew - Muhimua Joao, Abreu - Muhvić, Dubravko - Noujaim, Rabah - Pukl, Saša | - Rush, Eddie Fernanzo - Ryzhyk, Borys - Simao, Domingos Francisco - Sudek, Petr - Trías Iglesias, Álvaro Darío - Vazquez, Jorge - Viator, Eddie - Voreadis, Lazaros - Yang, Maogong - Zavlanos, Nikolaos |

## Ronda preliminar

### Grup A
| Equip                  | Pts | G | P | PF  | PC  | Dif  |
| ---------------------- | --- | - | - | --- | --- | ---- |
| 1. Argentina           | 10  | 5 | 0 | 464 | 339 | +125 |
| 2. França              | 8   | 3 | 2 | 353 | 329 | +24  |
| 3. Nigèria             | 7   | 2 | 3 | 371 | 393 | -22  |
| 4. Sèrbia i Montenegro | 7   | 2 | 3 | 409 | 352 | +57  |
| 5. Líban               | 7   | 2 | 3 | 357 | 451 | -94  |
| 6. Veneçuela           | 6   | 1 | 4 | 336 | 426 | -90  |

- Partits

| Data     | Hora² | Partit¹             | Partit¹ | Partit¹             | Resultat |
| -------- | ----- | ------------------- | ------- | ------------------- | -------- |
| 19.08.06 | 13:00 | Veneçuela           | -       | Líban               | 72-82    |
| 19.08.06 | 16:00 | Sèrbia i Montenegro | -       | Nigèria             | 75-82    |
| 19.08.06 | 19:00 | Argentina           | -       | França              | 80-70    |
| 20.08.06 | 13:00 | Nigèria             | -       | Veneçuela           | 77-84    |
| 20.08.06 | 16:00 | Líban               | -       | Argentina           | 72-107   |
| 20.08.06 | 19:00 | França              | -       | Sèrbia i Montenegro | 65-61    |
| 22.08.06 | 13:00 | Argentina           | -       | Veneçuela           | 96-54    |
| 22.08.06 | 16:00 | Sèrbia i Montenegro | -       | Líban               | 104-57   |
| 22.08.06 | 19:00 | França              | -       | Nigèria             | 64-53    |
| 23.08.06 | 13:00 | Nigèria             | -       | Argentina           | 64-98    |
| 23.08.06 | 16:00 | Veneçuela           | -       | Sèrbia i Montenegro | 65-90    |
| 23.08.06 | 19:00 | Líban               | -       | França              | 74-73    |
| 24.08.06 | 13:00 | Sèrbia i Montenegro | -       | Argentina           | 79-83    |
| 24.08.06 | 16:00 | Líban               | -       | Nigèria             | 72-95    |
| 24.08.06 | 19:00 | França              | -       | Veneçuela           | 81-61    |

- (¹) - Tots els partits van ser disputats a Sendai
- (²) - Hora local del Japó (UTC +9)

### Grup B
| Equip           | Pts | G | P | PF  | PC  | Dif  |
| --------------- | --- | - | - | --- | --- | ---- |
| 1. Espanya      | 10  | 5 | 0 | 476 | 336 | +140 |
| 2. Alemanya     | 9   | 4 | 1 | 421 | 384 | +37  |
| 3. Angola       | 8   | 3 | 2 | 451 | 406 | +45  |
| 4. Nova Zelanda | 7   | 2 | 3 | 345 | 393 | -48  |
| 5. Japó         | 6   | 1 | 4 | 322 | 393 | -71  |
| 6. Panamà       | 5   | 0 | 5 | 326 | 429 | -103 |

- Partits

| Data     | Hora² | Partit¹      | Partit¹ | Partit¹      | Resultat |
| -------- | ----- | ------------ | ------- | ------------ | -------- |
| 19.08.06 | 13:00 | Alemanya     | -       | Japó         | 81-70    |
| 19.08.06 | 16:00 | Angola       | -       | Panamà       | 83-70    |
| 19.08.06 | 19:00 | Espanya      | -       | Nova Zelanda | 86-70    |
| 20.08.06 | 13:00 | Japó         | -       | Angola       | 62-87    |
| 20.08.06 | 16:00 | Nova Zelanda | -       | Alemanya     | 56-80    |
| 20.08.06 | 19:00 | Panamà       | -       | Espanya      | 57-101   |
| 22.08.06 | 13:00 | Angola       | -       | Nova Zelanda | 95-73    |
| 22.08.06 | 16:00 | Alemanya     | -       | Espanya      | 71-92    |
| 22.08.06 | 19:00 | Japó         | -       | Panamà       | 78-61    |
| 23.08.06 | 13:00 | Espanya      | -       | Angola       | 93-83    |
| 23.08.06 | 16:00 | Panamà       | -       | Alemanya     | 63-81    |
| 23.08.06 | 19:00 | Nova Zelanda | -       | Japó         | 60-57    |
| 24.08.06 | 13:00 | Angola       | -       | Alemanya     | 103-108  |
| 24.08.06 | 16:00 | Nova Zelanda | -       | Panamà       | 86-75    |
| 24.08.06 | 19:00 | Japó         | -       | Espanya      | 55-104   |

- (¹) - Tots els partits van ser disputats a Hiroshima
- (²) - Hora local del Japó (UTC +9)

### Grup C
| Equip        | Pts | G | P | PF  | PC  | Dif  |
| ------------ | --- | - | - | --- | --- | ---- |
| 1. Grècia    | 10  | 5 | 0 | 404 | 358 | +46  |
| 2. Turquia   | 9   | 4 | 1 | 370 | 358 | +12  |
| 3. Lituània  | 8   | 3 | 2 | 413 | 353 | +60  |
| 4. Austràlia | 7   | 2 | 3 | 370 | 349 | +21  |
| 5. Brasil    | 6   | 1 | 4 | 399 | 392 | +7   |
| 6. Qatar     | 5   | 0 | 5 | 310 | 456 | -146 |

- Partits

| Data     | Hora² | Partit¹   | Partit¹ | Partit¹   | Resultat |
| -------- | ----- | --------- | ------- | --------- | -------- |
| 19.08.06 | 14:00 | Brasil    | -       | Austràlia | 77-83    |
| 19.08.06 | 16:30 | Grècia    | -       | Qatar     | 84-64    |
| 19.08.06 | 19:30 | Turquia   | -       | Lituània  | 76-74    |
| 20.08.06 | 13:30 | Qatar     | -       | Brasil    | 66-97    |
| 20.08.06 | 16:30 | Austràlia | -       | Turquia   | 68-76    |
| 20.08.06 | 19:30 | Lituània  | -       | Grècia    | 76-81    |
| 22.08.06 | 13:30 | Lituània  | -       | Qatar     | 106-65   |
| 22.08.06 | 16:30 | Grècia    | -       | Austràlia | 72-69    |
| 22.08.06 | 19:30 | Turquia   | -       | Brasil    | 73-71    |
| 23.08.06 | 13:30 | Austràlia | -       | Lituània  | 57-78    |
| 23.08.06 | 16:30 | Qatar     | -       | Turquia   | 69-76    |
| 23.08.06 | 19:30 | Brasil    | -       | Grècia    | 80-91    |
| 24.08.06 | 13:30 | Austràlia | -       | Qatar     | 93-46    |
| 24.08.06 | 16:30 | Lituània  | -       | Brasil    | 79-74    |
| 24.08.06 | 19:30 | Grècia    | -       | Turquia   | 76-69    |

- (¹) - Tots els partits van ser disputats a Hamamatsu
- (²) - Hora local del Japó (UTC +9)

### Grup D
| Equip           | Pts | G | P | PF  | PC  | Dif  |
| --------------- | --- | - | - | --- | --- | ---- |
| 1. Estats Units | 10  | 5 | 0 | 543 | 428 | +115 |
| 2. Itàlia       | 9   | 4 | 1 | 386 | 367 | +19  |
| 3. Eslovènia    | 7   | 2 | 3 | 434 | 433 | +1   |
| 4. Xina         | 7   | 2 | 3 | 424 | 455 | -31  |
| 5. Puerto Rico  | 7   | 2 | 3 | 432 | 440 | -8   |
| 6. Senegal      | 5   | 0 | 5 | 355 | 451 | -96  |

- Partits

| Data     | Hora² | Partit¹      | Partit¹ | Partit¹      | Resultat |
| -------- | ----- | ------------ | ------- | ------------ | -------- |
| 19.08.06 | 14:00 | Puerto Rico  | -       | Estats Units | 100-111  |
| 19.08.06 | 16:30 | Eslovènia    | -       | Senegal      | 96-79    |
| 19.08.06 | 19:30 | Xina         | -       | Itàlia       | 69-84    |
| 20.08.06 | 13:30 | Senegal      | -       | Puerto Rico  | 79-88    |
| 20.08.06 | 16:30 | Itàlia       | -       | Eslovènia    | 80-76    |
| 20.08.06 | 19:30 | Estats Units | -       | Xina         | 121-90   |
| 22.08.06 | 13:30 | Xina         | -       | Puerto Rico  | 90-87    |
| 22.08.06 | 16:30 | Itàlia       | -       | Senegal      | 64-56    |
| 22.08.06 | 19:30 | Eslovènia    | -       | Estats Units | 95-114   |
| 23.08.06 | 13:30 | Senegal      | -       | Xina         | 83-100   |
| 23.08.06 | 16:30 | Puerto Rico  | -       | Eslovènia    | 82-90    |
| 23.08.06 | 19:30 | Estats Units | -       | Itàlia       | 94-85    |
| 24.08.06 | 13:30 | Eslovènia    | -       | Xina         | 77-78    |
| 24.08.06 | 16:30 | Itàlia       | -       | Puerto Rico  | 73-72    |
| 24.08.06 | 19:30 | Estats Units | -       | Senegal      | 103-58   |

- (¹) - Tots els partits van ser disputats a Sapporo
- (²) - Hora local del Japó (UTC +9)

## Ronda final

### Vuitens de final
| Data     | Hora² | Partit¹      | Partit¹ | Partit¹             | Resultat |
| -------- | ----- | ------------ | ------- | ------------------- | -------- |
| 26.08.06 | 10:00 | Argentina    | -       | Nova Zelanda        | 79-62    |
| 26.08.06 | 13:00 | Itàlia       | -       | Lituània            | 68-71    |
| 26.08.06 | 17:00 | Turquia      | -       | Eslovènia           | 90-84    |
| 26.08.06 | 20:00 | Espanya      | -       | Sèrbia i Montenegro | 87-75    |
| 27.08.06 | 10:00 | Alemanya     | -       | Nigèria             | 78-77    |
| 27.08.06 | 13:00 | Estats Units | -       | Austràlia           | 113-73   |
| 27.08.06 | 17:00 | França       | -       | Angola              | 68-62    |
| 27.08.06 | 20:00 | Grècia       | -       | Xina                | 95-64    |

- (¹) - Tots els partits van ser disputats a Saitama
- (²) - Hora local del Japó (UTC +9)

### Quarts de final
| Data     | Hora² | Partit¹      | Partit¹ | Partit¹  | Resultat |
| -------- | ----- | ------------ | ------- | -------- | -------- |
| 29.08.06 | 16:30 | Espanya      | -       | Lituània | 89-67    |
| 29.08.06 | 19:30 | Argentina    | -       | Turquia  | 83-58    |
| 30.08.06 | 16:30 | França       | -       | Grècia   | 56-73    |
| 30.08.06 | 19:30 | Estats Units | -       | Alemanya | 85-65    |

- (¹) - Tots els partits disputats a Saitama
- (²) - Hora local del Japó (UTC +9)

### Partits del 5è al 8e lloc
| Data     | Hora² | Partit¹  | Partit¹ | Partit¹  | Resultat |
| -------- | ----- | -------- | ------- | -------- | -------- |
| 31.08.06 | 16:30 | Lituània | -       | Turquia  | 84 - 95  |
| 31.08.06 | 19:30 | França   | -       | Alemanya | 75 - 73  |

- (¹) - Tots els partits van ser disputats a Saitama
- (²) - Hora local del Japó (UTC +9)

#### Partit pel 7è i 8è lloc
| Data     | Hora² | Partit¹  | Partit¹ | Partit¹  | Resultat |
| -------- | ----- | -------- | ------- | -------- | -------- |
| 03.09.06 | 16:30 | Lituània | -       | Alemanya | 77-62    |

- (¹) - El partit va ser disputat a Saitama
- (²) - Hora local del Japó (UTC +9)

#### Partit pel 5è i 6è lloc
| Data     | Hora² | Partit¹ | Partit¹ | Partit¹ | Resultat |
| -------- | ----- | ------- | ------- | ------- | -------- |
| 02.09.06 | 16:30 | Turquia | -       | França  | 56 - 64  |

- (¹) - El partit va ser disputat a Saitama
- (²) - Hora local del Japó (UTC +9)

### Semifinals
| Data     | Hora² | Partit¹      | Partit¹ | Partit¹ | Resultat |
| -------- | ----- | ------------ | ------- | ------- | -------- |
| 01.09.06 | 16:30 | Estats Units | -       | Grècia  | 95 - 101 |
| 01.09.06 | 19:30 | Argentina    | -       | Espanya | 74 - 75  |

- (¹) - Tots els partits disputats a Saitama
- (²) - Hora local del Japó (UTC +9)

### Partit pel 3r i 4t lloc
| Data     | Hora² | Partit¹      | Partit¹ | Partit¹   | Resultat |
| -------- | ----- | ------------ | ------- | --------- | -------- |
| 02.09.06 | 19:30 | Estats Units | -       | Argentina | 96-81    |

- (¹) - Jugat a Saitama
- (²) - Hora local del Japó (UTC +9)

### Final
| Data     | Hora² | Partit¹ | Partit¹ | Partit¹ | Resultat |
| -------- | ----- | ------- | ------- | ------- | -------- |
| 03.09.06 | 19:30 | Grècia  | -       | Espanya | 47-70    |

- (¹) - Jugat a Saitama
- (²) - Hora local del Japó (UTC +9)

## Medaller
| Or      | Plata  | Bronze       |
| Espanya | Grècia | Estats Units |

## Posició final
| Posició                       | Equip               | Victòries-Derrotes | PF/PC  |
| Finalistes                    | Finalistes          | Finalistes         |        |
| ----------------------------- | ------------------- | ------------------ | ------ |
| 1                             | Espanya             | 9-0                | 1,3109 |
|                               |                     |                    |        |
| 2                             | Grècia              | 8-1                | 1,1162 |
| Eliminats en semifinals       |                     |                    |        |
| 3                             | Estats Units        | 8-1                | 1,2367 |
|                               |                     |                    |        |
| 4                             | Argentina           | 7-2                | 1,2397 |
| Eliminats en quarts de final  |                     |                    |        |
| 5                             | França              | 6-3                | 1,0387 |
| 6                             | Turquia             | 6-3                | 0,9940 |
|                               |                     |                    |        |
| 7                             | Lituània            | 5-4                | 1,1380 |
| 8                             | Alemanya            | 5-4                | 1,0530 |
| Eliminats en vuitens de final |                     |                    |        |
| 9                             | Itàlia              | 4-2                | 1,0365 |
|                               |                     |                    |        |
| 10                            | Angola              | 3-3                | 1,0822 |
|                               |                     |                    |        |
| 11                            | Sèrbia i Montenegro | 2-4                | 1,1025 |
| 12                            | Eslovènia           | 2-4                | 0,9904 |
| 13                            | Austràlia           | 2-4                | 0.9589 |
| 14                            | Nigèria             | 2-4                | 0,9512 |
| 15                            | Xina                | 2-4                | 0,8873 |
| 16                            | Nova Zelanda        | 2-4                | 0,8623 |
| Eliminats en primera ronda    |                     |                    |        |
| 17                            | Puerto Rico         | 2-3                | 0,9818 |
| 18                            | Líban               | 2-3                | 0,7915 |
|                               |                     |                    |        |
| 19                            | Brasil              | 1-4                | 1,0179 |
| 20                            | Japó                | 1-4                | 0,8193 |
| 21                            | Veneçuela           | 1-4                | 0,7887 |
|                               |                     |                    |        |
| 22                            | Senegal             | 0-5                | 0,7871 |
| 23                            | Panamà              | 0-5                | 0,7599 |
| 24                            | Qatar               | 0-5                | 0,6798 |

## Jugadors destacats
- MVP:  Pau Gasol
- Quintet ideal:  Emanuel Ginóbili,  Theódoros Papalukàs,  Carmelo Anthony,  Jorge Garbajosa,  Pau Gasol.

Aspectes positius del joc
|            | Punts               | Tirs de camp   | Tirs de 2       | Triples              | Tirs lliures       |
| ---------- | ------------------- | -------------- | --------------- | -------------------- | ------------------ |
| Total      | Dirk Nowitzki (209) | Pau Gasol (65) | Pau Gasol (65)  | Jorge Garbajosa (23) | Dirk Nowitzki (65) |
| Per partit | Yao Ming (25,3)     | Yao Ming (8,8) | Yao Ming (13,5) | M. Machado (8,6)     | Yao Ming (7,7)     |

|            | Rebots              | Assistències      | Taps                | Robatoris           | Minuts              | Dobles dobles      |
| ---------- | ------------------- | ----------------- | ------------------- | ------------------- | ------------------- | ------------------ |
| Total      | Dirk Nowitzki (83)  | J.I.Sánchez (52)  | Pau Gasol (19)      | D.Diamantidis (30)  | Dirk Nowitzki (304) | Pau Gasol (4)      |
| Per partit | Richard Lugo (11,5) | J.I.Sánchez (5,8) | Darko Milicic (2,8) | D.Diamantidis (3,3) | E. Ali Saeed (35,4) | Richard Lugo (0,8) |

Aspectes negatius del joc
|            | Perdudes                 | Faltes               |
| ---------- | ------------------------ | -------------------- |
| Total      | Arvydas Macijauskas (36) | Darius Songaila (34) |
| Per partit | Daoud Mosa Daoud (4,4)   | 'Alex' García (4)    |